# Stadio Nereo Rocco
Nero Rocco – stadion piłkarski znajdujący się w mieście Triest we Włoszech. 
Swoje mecze rozgrywa na nim zespół Triestina Calcio. Jego pojemność wynosi 31 350.